# Саймън Тойн
Саймън Тойн (на английски: Simon Toyne) е английски ТВ продуцент, сценарист и режисьор на документални телевизионни филми и сериали, както и писател на бестселъри в жанра мистичен трилър.

## Биография и творчество
Саймън Джеймс Тойн е роден на 29 февруари 1968 г. в Клийторпс, Северен Линкълншър, Англия. Отраства в Питърбъроу.
Завършва колежа „Голдсмитс“ на Лондонския университет с бакалавърска степен по английска филология и драма. След дипломирането си работи в телевизията почти двадесет години по направата на документални сериали и филми като продуцент, режисьор и автор на сценарии.
През 2003 г. се жени за Катрин Рейуърд. Имат три деца – Роксана, Стенли и Бетси.
В края на 2007 г. напуска кариерата си в телевизията и се насочва към писането на романи. Премества се за седем месеца във Франция, в Руан, със семейството си, за да пише, но не успява да завърши ръкописа. Връща се в Лондон и работи две години в телевизията, като едновременно довършва започнатия ръкопис.
Първият му трилър „Sanctus“ от трилогията „Санкти“ е публикуван през 2011 г. Древна конспирация от три хиляди години може да разклати устоите на съвременния свят, но монаси пазят тайната на Sanctus в цитадела край историческия турски град Руин. Монах успява да избяга от крепостта и се самоубива пред тълпата туристи. Братята от ордата са решени да опазят тайната с цената на всичко. Романът става най-продаваният дебютен трилър на 2011 г. във Великобритания, а също и международен бестселър. Преведен е на 27 езика и е публикувана в над 50 страни.
През 2015 г. е издаден трилърът му „Соломон Крийд“ от едноименната поредица. Той е епос за доброто и злото, възмездието и изкуплението, и как един човек без памет на миналото си трябва да спаси изгубена душа в малък град Аризона.
Саймън Тойн живее със семейството си в Брайтън и в южната част на Франция.

## Произведения

### Серия „Санкти“ (Sancti)
1. Sanctus (2011)
Sanctus, изд.: ИК „Бард“, София (2011), прев. Венцислав Божилов
2. The Key (2012)
Ключът, изд.: ИК „Бард“, София (2013), прев. Милко Стоименов
3. The Tower (2012)

### Серия „Соломон Крийд“ (Solomon Creed)
1. Solomon Creed (2015) – издаден и като „The Searcher“
2. The Boy Who Saw (2017)
3. Broken Promise (2018)

### Самостоятелни романи
- Dark Objects (2020)

### Филмография

#### Екранизации
- 2001 Banzai – ТВ сериал, автор 2 епизода
- 2002 Danger! 50000 Volts! – документален ТВ сериал, автор 4 епизода
- 2004 – 2006 How Not to Decorate – документален ТВ сериал, автор 26 епизода

#### Режисьор
- 1998 Mark Lamarr's New Year Horrors – документален ТВ филм
- 2001 Banzai – ТВ сериал, 8 епизода
- 2001 The 100 Greatest Films – документален ТВ филм
- 2002 Danger! 50000 Volts! – ТВ сериал, 8 епизода